# Lista de prêmios e indicações recebidos por Paramore
Este anexo lista os prêmios e nomeações recebidos pela banda Paramore ou por algum de seus integrantes e canções. No total, eles receberam 39 prêmios em 76 nomeações.

## American Music Awards
American Music Awards é uma cerimônia anual de entrega de prêmios, criada por Dick Clark em 1973. Paramore foi indicado em uma categoria, mas os Jonas Brothers foram os premiados.
| Ano  | Nomeado  | Categoria                                                  | Resultado |
| ---- | -------- | ---------------------------------------------------------- | --------- |
| 2008 | Paramore | Breakthrough Artist of The Year (Artista Revelação do Ano) | Indicado  |

## Billboard Music Awards
Billboard Music Awards patrocinado pela revista Billboard, é uma cerimônia de entrega de prêmios nos Estados Unidos da América, para homenagear artistas da indústria musical.
| Ano  | Nomeado        | Categoria                          | Resultado |
| ---- | -------------- | ---------------------------------- | --------- |
| 2015 | "Ain't It Fun" | Top Rock Song (Top Canção de Rock) | Indicado  |

## World Music Awards
| Ano  | Nomeado         | Categoria                                                     | Resultado |
| ---- | --------------- | ------------------------------------------------------------- | --------- |
| 2014 | Paramore        | World's Best Album (Melhor Álbum do Mundo)                    | Indicado  |
| 2014 | Paramore        | World's Best Group (Melhor Grupo do Mundo)                    | Indicado  |
| 2014 | Hayley Williams | World's Best Female Artist (Melhor Artista Feminina do Mundo) | Indicado  |
| 2014 | Paramore        | Best Live Act (Melhor Performance Ao Vivo)                    | Indicado  |
| 2014 | Hayley Williams | Best Entertainer Of the Year (Melhor Artista do Ano)          | Indicado  |

## The Ringer's Midyear Music Awards
| Ano  | Nomeado          | Categoria       | Resultado |
| ---- | ---------------- | --------------- | --------- |
| 2017 | "After Laughter" | Best Second Act | Venceu    |

## Fuse TV
Fuse TV é um canal de televisão especializado em vídeos musicais que premia anualmente os melhores vídeos do ano, com a decisão do público. O vídeo de Paramore ficou em segundo lugar na premiação, sendo ultrapassado por "Womanizer", de Britney Spears.
| Ano  | Nomeado               | Categoria                                 | Resultado |
| ---- | --------------------- | ----------------------------------------- | --------- |
| 2008 | "That's What You Get" | Best Video of 2008 (Melhor Vídeo de 2008) | Indicado  |
| 2009 | "Ignorance"           | Best Video of 2009 (Melhor Vídeo de 2009) | Indicado  |
| 2010 | "The Only Exception"  | Best Video of 2010 (Melhor Vídeo de 2010) | Indicado  |

## Grammy Awards
Grammy Awards é uma cerimônia musical de entrega de prêmios apresentada anualmente pela National Academy of Recording Arts and Sciences. Em 2008, Paramore concorreu em uma categoria, mas a vencedora foi Amy Winehouse. Em 2010, um dos singles da banda recebeu uma nomeação, por fazer parte da trilha sonora do filme Crepúsculo; o resultado foi divulgado em 31 de janeiro e a banda foi superada por Jai Ho, do filme Slumdog Millionaire.
| Ano  | Nomeado              | Categoria | Resultado |
| ---- | -------------------- | --- | --------- |
| 2008 | Paramore             | Best New Artist (Artista Revelação) | Indicado  |
| 2010 | "Decode"             | Best Song Written For Motion Picture, Television Or Other Visual Media (Melhor Canção Escrita para Filme, Televisão ou Outra Mídia Visual) | Indicado  |
| 2011 | "The Only Exception" | Best Pop Performance By A Duo Or Group With Vocals (Melhor Performance Pop por um Duo ou Grupo com Vocais)                                 | Indicado  |
| 2015 | "Ain't It Fun"       | Best Rock Song (Melhor Canção de Rock) | Venceu    |
| 2024 | This Is Why          | Best Rock Album (Melhor Álbum de Rock) | Venceu    |
| 2024 | "This Is Why"        | Best Alternative Music Performance (Melhor Performance de Música Alternativa)                                                              | Venceu    |

## MTV Millennial Awards
| Year | Work     | Award                        | Result   | Ref.   |
| ---- | -------- | ---------------------------- | -------- | ------ |
| 2014 | Paramore | Hit of The Year (Hit do Ano) | Indicado | [ 13 ] |

## Alternative Press Music Awards
| Year            | Work                                     | Award                               | Result   | Ref.   |
| --------------- | ---------------------------------------- | ----------------------------------- | -------- | ------ |
| 2007            | Misery Business                          | Video Of The Year (Video do Ano)    | Venceu   | [ 14 ] |
| 2014            | Paramore                                 | Artist of the Year (Artista do Ano) | Indicado | [ 15 ] |
| 2014            | Paramore                                 | Album of the Year (Album do Ano)    | Indicado | [ 15 ] |
| 2014            | "Still Into You"                         | Song of the Year (Música do Ano)    | Indicado | [ 15 ] |
| 2014            | Hayley Williams                          | Best Vocalist (Melhor Vocalista)    | Indicado | [ 15 ] |
| 2014            | Jeremy Davis                             | Best Bassist (Melhor Baixista)      | Indicado | [ 15 ] |
| 2015            |                                          |                                     |          | [ 15 ] |
| Hayley Williams | Best Vocalist (Melhor Vocalista)         | Venceu                              | [ 17 ]   |        |
| Paramore        | Best Live Band (Melhor Banda Ao Vivo)    | Indicado                            | [ 17 ]   |        |
| Paramore        | Most Dedicated Fans (Fãs Mais Dedicados) | Indicado                            | [ 17 ]   |        |

## Billboard Women in Music Awards
Billboard Women in Music Awards é uma cerimônia realizada anualmente pela Billboard para homenagear artistas mulheres influentes na indústra da música. Williams foi homenageada em uma categoria inédita.
| Ano  | Nomeado           | Categoria                                    | Resultado |
| ---- | ----------------- | -------------------------------------------- | --------- |
| 2014 | "Hayley Williams" | Trailblazer Honor (Prêmio Pioneiro de Honra) | Venceu    |

## Kerrang! Awards
| Ano  | Nomeado                 | Categoria                                            | Resultado |
| ---- | ----------------------- | ---------------------------------------------------- | --------- |
| 2010 | "Brick By Boring Brick" | Best Video (Melhor Video)                            | Indicado  |
| 2010 | Paramore                | Best Live Band (Melhor Banda Ao Vivo)                | Indicado  |
| 2010 | Paramore                | Best International Band (Melhor Banda Internacional) | Indicado  |
| 2010 | "Brand New Eyes"        | Best Album (Melhor Album)                            | Venceu    |
| 2012 | "Hayley Williams"       | Hottest Female (Mulher Quente)                       | Venceu    |
| 2015 | "Hayley Williams"       | Tweeter Of The Year (Twitteira do Ano)               | Venceu    |
| 2016 | "Hayley Williams"       | Tweeter Of The Year (Twitteira do Ano)               | Venceu    |

## Los Premios MTV Latinoamérica
Los Premios MTV Latinoamérica é uma entrega de prêmios anual realizada pela MTV Latinoamérica desde 2002. A banda Paramore foi nomeada em quatro categorias, ganhando um dos prêmios.
| Ano  | Nomeado         | Categoria                                                               | Resultado |
| ---- | --------------- | ----------------------------------------------------------------------- | --------- |
| 2008 | Paramore        | Mejor Artista Rock Internacional (Melhor Artista Internacional de Rock) | Indicado  |
| 2008 | Paramore        | Mejor Artista Nuevo Internacional (Artista Revelação Internacional)     | Indicado  |
| 2008 | Hayley Williams | Artista Fashionista                                                     | Indicado  |
| 2009 | Hayley Williams | Artista Fashionista                                                     | Venceu    |

## MTV Video Music Awards
MTV Video Music Awards é uma cerimônia anual exibida pela MTV desde 1984. Em 2008, o Paramore concorreu em uma categoria, porém o vencedor foi "Shadow of the Day", de Linkin Park. Em 2009, a banda foi indicada na categoria novamente, mas o prêmio foi recebido por Green Day.
| Ano  | Nomeado           | Categoria                              | Resultado |
| ---- | ----------------- | -------------------------------------- | --------- |
| 2008 | "Crushcrushcrush" | Best Rock Video (Melhor Vídeo de Rock) | Indicado  |
| 2009 | "Decode"          | Best Rock Video (Melhor Vídeo de Rock) | Indicado  |
| 2010 | "Ignorance"       | Best Rock Video (Melhor Vídeo de Rock) | Indicado  |
| 2014 | "Stay The Night"  | MTV Clubland Award                     | Venceu    |

## MTV Video Music Brasil
MTV Video Music Brasil é uma cerimônia de premiação brasileira, realizada anualmente pela MTV Brasil. Paramore foi nomeado e premiado em uma categoria.
| Ano  | Nomeado  | Categoria             | Resultado |
| ---- | -------- | --------------------- | --------- |
| 2008 | Paramore | Artista Internacional | Venceu    |
| 2010 | Paramore | Artista Internacional | Indicado  |

## MTV Europe Music Awards
MTV Europe Music Awards é uma cerimônia de entrega de prêmios realizada desde 1994 na Europa. Em 2008, o Paramore foi indicado em uma das categorias, mas o 30 Seconds to Mars foi o premiado. Em 2009, a banda foi nomeada em outra categoria na premiação, porém o Placebo foi a banda mais votada.
| Ano  | Nomeado  | Categoria                                         | Resultado |
| ---- | -------- | ------------------------------------------------- | --------- |
| 2008 | Paramore | Rock Out                                          | Indicado  |
| 2009 | Paramore | Best Alternative Group (Melhor Grupo Alternativo) | Indicado  |
| 2010 | Paramore | Best Alternative Act (Melhor Grupo Alternativo)   | Venceu    |

## People's Choice Awards
People's Choice Awards é uma premiação realizada desde 1975, que premia artistas da cultura popular. Nas premiações de 2010 e 2011, a banda foi nomeada e venceu nos dois anos, na mesma categoria.
| Ano  | Nomeado  | Categoria                                   | Resultado |
| ---- | -------- | ------------------------------------------- | --------- |
| 2010 | Paramore | Favorite Rock Band (Banda de Rock Favorita) | Venceu    |
| 2011 | Paramore | Favorite Rock Band (Banda de Rock Favorita) | Venceu    |

## Teen Choice Awards
Teen Choice Awards é uma premiação realizada anualmente pela FOX, com a escolha das vencedores sendo feitas por adolescentes. Em 2008, o Paramore venceu em duas das três categorias nas quais foi indicado e em 2009 venceu as duas categorias nas quais era indicado.
| Ano  | Nomeado              | Categoria                        | Resultado |
| ---- | -------------------- | -------------------------------- | --------- |
| 2008 | Paramore             | Rock Group (Grupo de Rock)       | Venceu    |
| 2008 | Paramore             | Breakout Group (Grupo Revelação) | Indicado  |
| 2008 | Crushcrushcrush      | Rock Track (Faixa de Rock)       | Venceu    |
| 2009 | Paramore             | Rock Group (Grupo de Rock)       | Venceu    |
| 2009 | "Decode"             | Rock Track (Faixa de Rock)       | Venceu    |
| 2010 | Paramore             | Rock Group (Grupo de Rock)       | Venceu    |
| 2010 | "Ignorance"          | Rock Track (Faixa de Rock)       | Venceu    |
| 2010 | "The Only Exception" | Love Song (Música Romântica)     | Indicado  |
| 2010 | "Brand New Eyes"     | Rock Album (Álbum de Rock)       | Venceu    |
| 2011 | Paramore             | Rock Group (Grupo de Rock)       | Venceu    |
| 2011 | "Monster"            | Rock Track (Faixa de Rock)       | Venceu    |
| 2013 | Paramore             | Rock Group (Grupo de Rock)       | Venceu    |
| 2017 | Paramore             | Rock Artist (Artista de Rock)    | Indicado  |
| 2017 | Hard Times           | Rock Track (Música de Rock)      | Indicado  |
| 2018 | Paramore             | Rock Artist (Artista de Rock)    | Pendente  |
| 2018 | Hard Times           | Rock Track (Música de Rock)      | Pendente  |

## Radio Disney Music Awards
| Ano  | Nomeado          | Categoria                                 | Resultado |
| ---- | ---------------- | ----------------------------------------- | --------- |
| 2014 | "Still Into You" | Best Crush Song (Melhor Música Romântica) | Venceu    |

## Woodie Awards
Woodie Awards são prêmios distribuídos anualmente pela mtvU. Paramore foi indicado, e vencedor, em uma categoria.
| Ano  | Nomeado  | Categoria                          | Resultado |
| ---- | -------- | ---------------------------------- | --------- |
| 2008 | Paramore | Woodie of the Year (Woodie do Ano) | Venceu    |

## EW Awards
| Ano  | Nomeado  | Categoria                                                 | Resultado |
| ---- | -------- | --------------------------------------------------------- | --------- |
| 2013 | Paramore | Best Rock Album of The Year (Melhor Álbum de Rock do Ano) | Venceu    |

## MTV Australia Awards
MTV Australia Awards é uma cerimônia de entrega de prêmios realizada pela MTV Austrália desde 2005. Paramore concorreu em uma categoria com o vídeo de "Decode", mas "I Don't Care", da banda Fall Out Boy foi o vídeo vencedor.
| Ano  | Nomeado  | Categoria                              | Resultado |
| ---- | -------- | -------------------------------------- | --------- |
| 2009 | "Decode" | Best Rock Video (Melhor Vídeo de Rock) | Indicado  |

## MTV Movie Awards
MTV Movie Awards é uma premiação de entrega de prêmios para filmes apresentada pela MTV. Paramore concorreu na única categoria que premia músicas na cerimônia, mas a premiada foi Miley Cyrus, com a canção "The Climb".
| Ano  | Nomeado  | Categoria                                            | Resultado |
| ---- | -------- | ---------------------------------------------------- | --------- |
| 2009 | "Decode" | Best Song from a Movie (Melhor Canção para um Filme) | Indicado  |

## NME Awards
NME Awards são prêmios distribuídos pela revista britânica NME. A vocalista do Paramore, Hayley Williams, concorreu em uma categoria e foi vencedora. No Shockwaves NME Awards de 2010, a banda recebeu duas indicações e venceu em uma categoria.
| Ano  | Nomeado         | Categoria                                            | Resultado |
| ---- | --------------- | ---------------------------------------------------- | --------- |
| 2009 | Hayley Williams | Sexiest Female (Mulher Mais Sexy)                    | Venceu    |
| 2010 | Paramore        | Best International Band (Melhor Banda Internacional) | Venceu    |
| 2010 | Paramore.net    | Best Band Blog (Melhor Blog de uma Banda)            | Indicado  |
| 2012 | Hayley Williams | Hottest Female (Mulher Quente)                       | Venceu    |

## International Dance Music Awards
| Ano  | Nomeado        | Categoria                                                                               | Resultado |
| ---- | -------------- | --------------------------------------------------------------------------------------- | --------- |
| 2014 | "Ain't It Fun" | Best Alternative/Indie Rock Dance Track (Melhor Musica Alternativa/Indie Rock de Dança) | Venceu    |

## ASCAP
| Ano  | Nomeado        | Categoria                                    | Resultado |
| ---- | -------------- | -------------------------------------------- | --------- |
| 2015 | "Ain't It Fun" | Most Performed Songs (Canção Mais Executada) | Venceu    |

## Capricho Awards
| Ano  | Nomeado         | Categoria                                            | Resultado |
| ---- | --------------- | ---------------------------------------------------- | --------- |
| 2010 | Hayley Williams | Diva of The Year (Diva do Ano)                       | Venceu    |
| 2010 | Paramore        | Best Band International (Melhor Banda Internacional) | Venceu    |
| 2011 | Paramore        | Best Band International (Melhor Banda Internacional) | Venceu    |

## Prêmio MZOTV
| Ano  | Nomeado  | Categoria                                             | Resultado |
| ---- | -------- | ----------------------------------------------------- | --------- |
| 2011 | Paramore | Best Group International (Melhor Grupo Internacional) | Venceu    |